# Сирийское сопротивление
«Сирийское сопротивление» (араб. المقاومة السورية‎, Al Muqāwamat al-Sūriyah, в англоязычных источниках используется аббревиатура TSR) — вооруженная группировка, действующая в основном на северо-западе Сирии. Заявленная идеология TSR — марксизм-ленинизм и сирийский гражданский национализм. В отличие от других сирийских леворадикальных движений (таких, как НККДП), TSR занимает лояльную позицию по отношению к правительству Башара Асада.
Несмотря на то, что TSR официально является светской и нерелигиозной группировкой, её оппоненты утверждают, что по факту она является вооруженной организацией сирийских алавитов. Лидер TSR — Михрач Урал, этнический турок, алавит и гражданин Сирии, некогда являвшийся членом леворадикальной организации THKP-C/DKB.